# Linux Terminal Server Project
Linux Terminal Server Project o LTSP són un conjunt d'aplicacions de servidor que proporcionen la capacitat d'executar Linux en ordinadors de baixes prestacions o per extensió de baix cost, permetent reutilitzar equips que actualment resulten obsolets a causa dels alts requeriments que demanen els sistemes operatius privatius. LTSP es distribueix sota llicència GNU/GPL de programari lliure. LTSP ha estat redissenyat i reescrit des de zero per 2019 per Alkis Georgopoulos per donar suport a les noves tecnologies.